# سیکورسکی اس-۹۷ رایدر
سیکورسکی اس-۹۷ رایدر (به انگلیسی: Sikorsky S-97 Raider) یک هواگرد ساختِ کارخانهٔ سیکورسکی در کشور ایالات متحده آمریکا است. این هواگرد برای نخستین بار در ۲۲ مه ۲۰۱۵ میلادی مورد استفاده قرار گرفت.